# Nanténine
La nanténine est un alcaloïde présent dans la plante Nandina domestica ainsi que dans certaines espèces de Corydalis. C'est un antagoniste du récepteur α1-adrénergique et du récepteur de la sérotonine 5-HT2A qui bloque les effets comportementaux et physiologiques de la MDMA chez les animaux.